# Montecaris
Montecaris is een geslacht van uitgestorven kreeftachtigen uit de klasse van de Malacostraca (hogere kreeftachtigen), die leefden tijdens het Laat-Devoon van Europa, Canada, en Australië.

## Beschrijving
Montecaris heeft een onversierd, tweekleppig schild dat eindigt in een stekelige achterkant. Zijn staartvin is drievoudig en dolkachtig. Soorten van Montecaris uit Europa en Canada zijn niet meer dan vijftien centimeter lang, terwijl Montecaris gogoensis uit de Gogo-formatie van Australië een lengte kon bereiken van vierentwintig centimeter en, zelden, tot zestig centimeter
Vanwege zijn gestroomlijnde schild en grote staartvin was Montecaris waarschijnlijk een actieve nektonische zwemmer, die voornamelijk voorkomt in diepwatersedimenten. Zijn robuuste kaken en krachtige spieren suggereren een carnivore levensstijl als een actief roofdier of aaseter.

## Soorten
- Montecaris antecedens Chlupač, 1960
- Montecaris brunnensis Chlupač, 1960
- Montecaris gogoensis Briggs, Rolfe, Butler, Liston & Ingham, 2011 †
- Montecaris lehmanni Jux, 1959 †
- Montecaris strunensis Jux, 1960 †

- Montecaris tatarica Krestovnikov, 1961